# Bronwyn Mayer-Smith
Bronwyn Mayer-Smith, född 3 juli 1974 i Sydney, är en australisk vattenpolospelare. Hon representerade Australien i två OS. Hon spelade sju matcher och gjorde sex mål i den olympiska vattenpoloturneringen i Sydney som Australien vann. I den olympiska vattenpoloturneringen 2004 spelade hon fem matcher. I Aten slutade Australien på fjärde plats.